# Derek Ansell
Derek Ansell (Londres) es un novelista, y biógrafo inglés.
Es un regular contribuyente de Jazz Journal y Newbury Weekly News. 
Su primera novela: The Whitechapel Murders, la publicó Citron Press, en 1999 (hoy publicada por Lulu.com). En 2008, publicó su primera biografía de Hank Mobley.

## Obra

### Algunas publicaciones
- 1999. The Whitechapel Murders novel. Lulu.com 230 p. Londres ISBN 0754400530, ISBN 9780754400530

- 2008. The Whitechapel Murders-the Life and Death of Jack the Ripper. Publicó Lulu.com, 214 p. ISBN 1409208524, ISBN 9781409208525

- 2008. Workout: The Music of Hank Mobley ISBN 978 09550908-8-2  Northway Publications, 175 p. Londres ISBN 0955090881, ISBN 9780955090882

- 2012. Sugar Free Saxophone: The Life and Music of Jackie McLean' Northway Publications, 207 p. Londres ISBN 0955788862, isbn 9780955788864

- 2013. My Brother's Keeper, novela publicada por Chiado Publishing, Portugal & global. ISBN 989510121X, ISBN 9789895101214

- 2014. Sex & Sensibility, novela publicada por Dark Hollows Press USA.